# Jiří Papež
Jiří Papež (* 20. října 1965 Vimperk) je český politik, v letech 1996 až 2013 poslanec Parlamentu ČR za Plzeňský kraj, člen ODS.

## Vzdělání, profese a rodina
V roce 1984 odmaturoval na gymnáziu v Prachaticích, v roce 1988 vystudoval ekonomiku a řízení na Vysoké škole strojní a elektrotechnické v Plzni. Po promoci nastoupil do podniku zahraničního obchodu Artia, kde pracoval jako odborný referent do roku 1989, kdy přešel do Vojenských staveb Plzeň, kde působil v různých funkcích do roku 1996, kdy byl z pozice obchodního náměstka uvolněn do Poslanecké sněmovny. S manželkou Martou vychovává dcery Michaelu a Martinu.

## Politická kariéra
V roce 1991 vstoupil do ODS. Ve volbách v roce 1996 byl zvolen do poslanecké sněmovny za ODS (volební obvod Západočeský kraj). Ve sněmovně obhájil mandát ve volbách v roce 1998, volbách v roce 2002, volbách v roce 2006 a volbách v roce 2010. Od roku 1996 trvale zasedal ve sněmovním zemědělském výboru, v letech 2006-2010 jako jeho předseda, od roku 2010 coby místopředseda. V letech 2010-2011 byl také členem organizačního výboru.
V letech 2003–2006 vykonával funkci stínového ministra zemědělství ve stínové vládě Mirka Topolánka.